# Staurodiscus arcuatus
Staurodiscus arcuatus is een hydroïdpoliep uit de familie Laodiceidae. De poliep komt uit het geslacht Staurodiscus. Staurodiscus arcuatus werd in 1879 voor het eerst wetenschappelijk beschreven door Haeckel. 